# Hum Bistrički
Hum Bistrički is een plaats in de gemeente Marija Bistrica in de Kroatische provincie Krapina-Zagorje. De plaats telt 520 inwoners (2001).